# Sistema de regadiu (Sant Llorenç de la Muga)
El Sistema de regadiu és una obra de Sant Llorenç de la Muga (Alt Empordà) inclosa a l'Inventari del Patrimoni Arquitectònic de Catalunya.

## Descripció
Sant Llorenç de la Muga és una vila emplaçada en el curs alt de la Muga, al mig d'una vall encaixonada entre serralades. En aquest lloc la Muga forma una pronunciada corba, una recolzada, de manera que circueix el nucli de la població pels costats de migdia i de llevant i, en bona part, de ponent. El rec del Molí presenta un curs, de vegades subterrani i de vegades a la superfície, de decisiva importància sòcio-econòmica a l'època i determinant de la forma física de l'immediat entorn del nucli murat. Per aquest motiu es construïren canals i comportes que poguessin desviar l'aigua convenientment i així poder fer-ne ús. Constitueix una desviació del riu Muga, que passa per l'altre costat del poble, paral·lel al traçat nord de la muralla.